# Klaus-Michael Mallmann
Klaus-Michael Mallmann (* 3. November 1948 in Kaiserslautern) ist ein deutscher Historiker.

## Leben
Klaus-Michael Mallmann studierte an der Universität des Saarlandes in Saarbrücken Geschichte, Soziologie, Politikwissenschaft sowie Germanistik und promovierte dort 1980 mit einer Untersuchung zu den Anfängen der Bergarbeiterbewegung an der Saar. Von 1976 bis 1987 arbeitete er als Journalist beim Saarländischen Rundfunk und erhielt 1979 den Kurt-Magnus-Preis der ARD. Von 1988 bis 1992 war er Wissenschaftlicher Mitarbeiter an der Universität des Saarlandes im Rahmen des Forschungsprojekts „Widerstand und Verweigerung im Saarland 1935–1945“. Nach seiner Mitarbeit am Forschungsprojekt „Die Gestapo 1933–1945“ an der Freien Universität Berlin habilitierte er sich 1995 an der Universität Essen mit einer Studie zur Sozialgeschichte des deutschen Kommunismus 1918–1933 und lehrte dort als Privatdozent. Seit 2001 wirkt Mallmann an der Universität Stuttgart, wo er von 2004 bis zu seinem Ruhestand 2013 als außerplanmäßiger Professor und wissenschaftlicher Leiter der Forschungsstelle Ludwigsburg der Universität Stuttgart tätig war, die mit der Zentralen Stelle der Landesjustizverwaltungen zur Aufklärung nationalsozialistischer Verbrechen kooperiert. Er ist Herausgeber sowie Mitautor einer Reihe von Bänden dieser Institution zur NS-Täterforschung.

## Schriften (Auswahl)
- Die Anfänge der Bergarbeiterbewegung an der Saar (1848–1904) (zugl.: Saarbrücken, Univ., Diss., 1980), Minerva-Verlag, Saarbrücken 1981, ISBN 3-477-00065-X.
- Kommunisten in der Weimarer Republik. Sozialgeschichte einer revolutionären Bewegung (zugl.: Essen, Univ., Habil.-Schr., 1995), WBG, Darmstadt 1996, ISBN 3-534-13045-6.
- Der Krieg im Dunkeln. Das Unternehmen »Zeppelin« 1942–1945, in: Michael Wildt (Hrsg.): Nachrichtendienst, politische Elite und Mordeinheit. Der Sicherheitsdienst des Reichsführers SS, Hamburger Edition, Hamburg 2003; ISBN 3-930908-84-0, S. 324–346.
- (Hrsg.) Deutscher Osten 1939–1945. Der Weltanschauungskrieg in Photos und Texten, WGB, Darmstadt 2003, ISBN 3-534-16023-1.
- (Hrsg.) Karrieren der Gewalt. Nationalsozialistische Täterbiographien, WGB, Darmstadt, 2. Aufl. 2011 (Erstaufl. 2004), ISBN 978-3-534-23811-8.
- (zusammen mit Martin Cüppers): Halbmond und Hakenkreuz. Das Dritte Reich, die Araber und Palästina, WGB, Darmstadt, 3. Aufl. 2011 (Erstaufl. 2006), ISBN 978-3-534-24025-8.
- (Hrsg. mit Andrej Angrick, Jürgen Matthäus und Martin Cüppers): Die „Ereignismeldungen UdSSR“ 1941. WBG, Darmstadt 2011, ISBN 978-3-534-24468-3.
- (Hrsg. mit Andrej Angrick, Jürgen Matthäus und Martin Cüppers): Deutsche Besatzungsherrschaft in der UdSSR (= Veröffentlichungen der Forschungsstelle Ludwigsburg der Universität Stuttgart. Band 2). Wissenschaftliche Buchgesellschaft, Darmstadt 2013, ISBN 978-3-534-248902.